# Elmwood (Wisconsin)
Elmwood è un comune degli Stati Uniti, situato in Wisconsin, nella Contea di Pierce.